# Joeri Oljesja

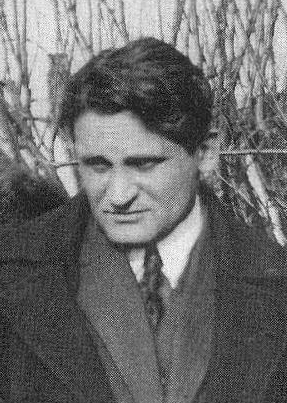
Joeri Oljesja, 1958

Joeri Karlovitsj Oljesja (Russisch: Юрий Карлович Олеша) (Odessa, 3 maart 1899 – Moskou, 10 mei 1960) was een Russisch schrijver. Hij wordt beschouwd als een van de grootste schrijvers uit de Sovjettijd en een van de weinigen die in staat bleek om tegen de druk van de censuur in werken te schrijven van duurzame artistieke waarde. Samen met Ilf en Petrov, Isaak Babel en Konstantin Paustovski wordt hij tot de schrijversschool van Odessa gerekend.

## Leven en werk
Oljesja werd in Oekraïne geboren als zoon van een Poolse ambtenaar. Hij studeerde rechten aan de Universiteit van Odessa maar kon die studie niet afmaken vanwege de Russische Burgeroorlog en hongersnood. In 1922 trok hij naar Moskou en werd daar journalist en schrijver.
Oljesja liet een relatief klein oeuvre na. Hij debuteerde in 1924 met de charmante, fantastische roman voor kinderen De drie dikzakken.
Oljesja vestigde vervolgens zijn naam in de literatuur met de korte roman Afgunst uit 1927, die in de vertaling van Charles B. Timmer in 1947 verscheen bij Geert van Oorschot, die het daarna uit pure liefhebberij twintig jaar later herdrukte in zijn Witte Olifantreeks (1967) en dertien jaar later nóg eens in zijn reeks Russische Miniaturen (1980). Afgunst is een verhaal zonder echte intrige, handelend over het verschil tussen de oude en de nieuwe wereld. Wat het boek levend heeft gehouden is echter niet de inhoud, maar vooral de frisse, dynamische stijl die de eenvoudige verhaalstructuur inkleed. Zelf sprak Oljesja van "magische fotografie". Charles B. Timmer (vertaler van het boek in het Nederlands) schreef: "Oljesja laat de lezer vooral deelnemen aan een brok werkelijkheid". Afgunst werd ook door Karel van het Reve meermaals een meesterwerk genoemd.
Nadat in 1930 zijn drama Lijst van weldaden (op de planken te brengen door Vsevolod Meyerhold) door de censuur verboden werd, kwam aan de literaire carrière van Oljesja een vroegtijdig einde. Gebroken door alcoholisme overleed hij in 1960 aan een hartaanval. Oljesja werd in Moskou begraven op de Novodevitsji-begraafplaats, dat bij het Novodevitsji-klooster hoort.
In 1965 verscheen postuum zijn dagboek Nulla dies sine linea. In 2016 verscheen een bundel verhalen van Olesja in een vertaling van Gerard van der Wardt bij uitgeverij De Wilde Tomaat.